# クラウディア・マクドナルド
クラウディア・マクドナルド（英：Claudia MacDonald、1996年1月4日 - ）は、イングランドの女子ラグビーユニオン選手。

## プロフィール
- イングランド・エプソム出身[1]。
- ポジションはスクラムハーフ(SH)、ウィング(WTB)。
- 身長 167cm、体重 65kg
- 女子イングランド代表キャップは15（2022年12月現在）。

## 略歴
2022年、ラグビーワールドカップ2021の女子イングランド代表に選ばれて、レッド・ローズ2大会連続準優勝に貢献。